# Maliattha plumbitincta
Maliattha plumbitincta är en fjärilsart som beskrevs av George Francis Hampson 1902. Maliattha plumbitincta ingår i släktet Maliattha och familjen nattflyn. Inga underarter finns listade i Catalogue of Life.